# Moez Limayem
Moez Limayem (arabe : معز ليميّم) est un universitaire, administrateur et chercheur tuniso-américain. Depuis août 2022, il est le septième président de l’Université de Floride du Nord, devenant ainsi le premier universitaire d’origine nord-africaine à diriger une institution académique aux États-Unis,,.

## Parcours académique et formation
Originaire de Ksar Hellal en Tunisie, Moez Limayem a obtenu une licence en informatique à l'Institut supérieur de gestion de Tunis de l’Université de Tunis,.. Il a ensuite poursuivi ses études aux États-Unis, où il a obtenu un Master of Business Administration puis un doctorat en systèmes d'information à la Carlson School of Management de l’Université du Minnesota,,. Il y a également commencé sa carrière universitaire en tant qu’enseignant.
Il est polyglotte et maîtrise six langues, ce qui reflète sa capacité à évoluer dans des environnements multiculturels.

## Carrière
Avant de rejoindre l’Université de Floride du Nord, Limayem a exercé de 2012 à 2022 en tant que doyen du Muma College of Business à l’Université de Floride du Sud,. Il y a supervisé l’administration de plus de 7 000 étudiants sur trois campus, ainsi que la planification stratégique et la gestion financière du collège. Sous sa direction, l’établissement a levé plus de 126 millions de dollars en dons philanthropiques, incluant plusieurs contributions majeures destinées à la réussite académique, à l’employabilité et à l’esprit d’entreprise,,,. Il a également contribué à la hausse du taux de rétention des étudiants de première année à 95 % et a dirigé, à partir de 2021, les initiatives de l'USF en matière de stages, de développement professionnel et d’intégration sur le marché du travail.
Avant de rejoindre l’Université de Floride du Sud, Limayem a été doyen associé à la recherche et aux programmes de cycles supérieurs au Sam M. Walton College of Business de l’Université de l’Arkansas,. Il y a supervisé les programmes de MBA, de doctorat et de formation des cadres, tout en occupant le poste de directeur académique des programmes MBA. Il a été professeur dans des universités renommées, notamment l'Université Laval au Canada, de 1996-1998, la City University of Hong Kong, de 1998-2005, et l'HEC Lausanne, de 2005-2007, en Suisse,.  
Moez Limayem est également membre fondateur de la Mediterranean School of Business à Tunis. Depuis 2004, il y intervient régulièrement en tant que professeur invité, renforçant les liens entre ses engagements internationaux et ses origines tunisiennes,

## Recherches et distinctions
Ses publications académiques portent principalement sur l’adoption des technologies, le comportement des consommateurs, l’innovation dans l’enseignement et la transformation numérique des entreprises,. Il est lauréat de plusieurs distinctions, notamment pour ses actions en faveur de la diversité et de l’inclusion, dont :
- le Diversity Award décerné par le Sam M. Walton College of Business[4],
- un prix remis lors du USF Diversity Summit[4].

En mars 2022, il a été classé parmi les Power 100: Tampa Bay’s Most Influential Business Leaders par le Tampa Bay Business Journal.

## Activités professionnelles et associatives
Limayem siège au conseil d’administration de la Chambre de commerce de la région de Tampa Bay,. Il est également membre du conseil de l’Association to Advance Collegiate Schools of Business (AACSB), qui accrédite les écoles de commerce dans le monde entier,.
Depuis 1996, il est expert en informatique pour le UNESCO.